# Beggina
Beggina is een geslacht van vlinders van de familie slakrupsvlinders (Limacodidae).

## Soorten
- B. albifascia Robinson, 1975
- B. dentilinea Robinson, 1975
- B. lymantrina Hering, 1931
- B. mediopunctata (Hering, 1931)
- B. minima Robinson, 1975
- B. unicornis Robinson, 1975
- B. zena Robinson, 1975